# 英屬背風群島
英屬背風群島（英語：British Leeward Islands）是一個為於加勒比海東部，存在於十七至十九世紀的前英國殖民地，涵蓋當時所有於背風群島的英屬海外領土，行聯邦制，現屬於不同國家和數個英國海外領土。